# 2012年ロンドンオリンピックのシエラレオネ選手団
2012年ロンドンオリンピックのシエラレオネ選手団（2012ねんロンドンオリンピックのシエラレオネせんしゅだん）は、2012年7月27日から8月12日までイギリスのロンドンで開催されたロンドンオリンピックシエラレオネ選手団の名簿。

## 選手団
- 人員: 選手 2人
- 開会式旗手: Ola Sesay

## 種目別選手・スタッフ名簿及び成績

### 陸上競技
- Ibrahim Turay（男子200m）21秒90 予選敗退
- Ola Sesay（女子走り幅跳び）6.22m 予選敗退